# Ратник (экипировка)
«Ратник» — российская боевая экипировка военнослужащего.
«Ратник» является частью общего проекта повышения боевой эффективности и выживаемости на поле боя отдельно взятого солдата за счёт использования научных достижений в области бронематериалов, навигации, систем ночного видения, отслеживания психофизиологического состояния военнослужащего. «Ратник» представляет собой комплекс средств защиты, связи, средств наблюдения и прицеливания, оружия и боеприпасов. Научно-исследовательские и опытно-конструкторские работы по созданию комплекса велись десятками российских оборонных предприятий, такими как ФГУП «ЦНИИточмаш», НПО «Спецтехника и связь», «Завод Юпитер», ОАО «ЦНИИ „Циклон“», НПО Спецматериалов, Чайковский текстиль ООО «Завод складных ножей САРО» и другие.
Генеральным конструктором экипировки «Ратник» является Владимир Николаевич Лепин. По замыслу создателей, новая экипировка сможет на равных соперничать с аналогичными образцами экипировок. В состав «Ратника» включено порядка 10 подсистем. По словам первого заместителя председателя Военно-промышленной комиссии, созданной при правительстве Российской Федерации — России, Ю. Борисова, этот комплект  отличается модульной компоновкой и приспособлен для действий в самых разных условиях и любое время суток. «Ратник» разрабатывался на основе экипировки «Бармица».

## Особенности
Экипировка впервые была представлена на авиасалоне МАКС-2011. Войсковые испытания прошли в декабре 2012 года на базе 27-й отдельной мотострелковой бригады на подмосковном полигоне «Алабино». По результатам войсковых испытаний элементы экипировки получили положительную оценку военного командования. В состав «Ратника» входит несколько десятков элементов вооружения, в том числе:
- бронешлем общевойсковой единый 6Б47 обеспечивает защиту головы военнослужащих от пуль пистолета ПМ с дистанции 5 м и осколков на скорости не более 630 м/с. Шлем изготовлен из тканевых материалов на основе микрофиламентных арамидных нитей. Масса шлема от 0,95 до 1,15 кг. Время непрерывного ношения изделия — не менее 24 часов. Шлем сохраняет свои защитные свойства при температуре от −50 до +50°С и воздействии атмосферных осадков, 4-кратной дегазации, дезинфекции, дезактивации. Обеспечивает возможность использования штатных средств связи, крепление приборного оснащения и сочетается со средствами защиты органов слуха, зрения, дыхания.
- единый общевойсковой бронежилет 6Б45 с унифицированными противопульными бронепанелями 5А класса защиты (2 шт.). Противоосколочный модуль бронежилета обеспечивает защиту от холодного оружия и осколков массой 1,0-1,1 г при скорости не более 550 м/с, унифицированные противопульные бронепанели 5А класса обеспечивают защиту от пуль автомата Калашникова АК74 (патрон 7Н24), винтовки М16А2 (патрон М855), автомата АКМ (патрон 57-БЗ-231), винтовки СВД (патрон 57-Н-323С) с дистанции 10 м. Бронежилет может применяться в штурмовой комплектации 6Б45-1 с унифицированными противопульными бронепанелями 6А класса защиты (6 шт.), фартуком и противоосколочными наплечниками. Унифицированные противопульные бронепанели 6А класса обеспечивают защиту от пуль винтовки СВД (патрон 7Н13 или 7-БЗ-3) с дистанции 10 м и от пуль винтовок Accuracy International Arctic Warfare Magnum, Sako TRG 42 (патрон .338 Lapua Magnum) с дистанции 300 м. Для обеспечения преодоления военнослужащим водных преград с бронежилетом используется комплект обеспечения плавучести 6Б45-2.
- боевой защитный комплект 6Б49 (далее — БЗК) применяется для защиты конечностей (рук и ног) и лица военнослужащего от осколков снарядов, мин и гранат, тепловых факторов, неблагоприятных факторов природной среды, для защиты в области плечевых, локтевых и коленных суставов, бёдер от пуль пистолета ПМ, механических повреждений, а также для преодоления водных преград без дополнительных элементов плавучести при ведении всех видов боевых действий. Состоит из комбинезона защитного или костюма защитного (куртка защитная, брюки защитные) с дополнительными съёмными элементами (экраны защитные бёдер, комплект экранов усиления (плечевые, паховый, коленно-локтевые), комплект демпфирующих элементов (коленно-локтевые), футболка вентилирующая), маски защитной (маска, экран защитный лицевой, сетка противомоскитная), перчатки защитные, подкладки (коврик теплоизолирующий, продкладка теплоизолирующая складная), сумка транспортировочной и ЗИПа. Комбинезон или костюм защитный обеспечивают защиту от осколков массой 1 г при скорости до 250 м/с в нормальных условиях и до 180 м/с при воздействии влаги; экраны защитные бёдер — от осколков массой 1 г при скорости до 450 м/с и пуль пистолета ПМ.; комплект экранов усиления — обеспечивает защиту плечевых, коленных и локтевых суставов и прилегающих к ним участков голени и предплечий, а также паха — от осколков массой 1 г при скорости до 450 м/с и пуль пистолета ПМ (защита паха от пуль пистолета ПМ не обеспечивается); экран защитный лицевой — от осколков массой 1 г при скорости до 550 м/с; перчатки защитные — от осколков массой 1 г при скорости до 450 м/с. Внешняя ткань элементов системы защиты БЗК не поддерживает горения и защищает от открытого пламени в течение не менее 15 секунд. Защитные свойства БЗК не меняются в диапазоне температур от минус 50оС и до плюс 50оС и сохраняются после воздействия влаги (дождь, мокрый снег и т. п.). Элементы БЗК (комбинезон или костюм защитный, коврик теплоизолирующий, продкладка теплоизолирующая складная) обеспечивают дополнительную плавучесть комплекта и позволяют военнослужащему вплавь преодолевать водные преграды.
- очки защитные 6Б50, обеспечивающие защиту глаз и части лица военнослужащего от осколков боеприпасов со скоростью до 350 м/с, а также капель химически агрессивных (неразъедающих) жидкостей и масел, грубодисперсных аэрозолей, тепловых факторов, атмосферных воздействий и механических повреждений при ведении всех видов боевых действий и в ходе выполнения мероприятий повседневной деятельности;
- комплект защиты коленных и локтевых суставов 6Б51, обеспечивающий защиту коленных и локтевых суставов военнослужащего от ударов при передвижении на поле боя и действии на бронетанковом вооружении и технике, в том числе при десантировании парашютным способом и высадке в морском десанте.
- жилет транспортный модульный 6Ш117, предназначенный для транспортировки индивидуальной боевой и походной выкладки военнослужащими любых воинских специальностей. Может использоваться совместно со штатными бронежилетами, а также без бронежилета в различных климатических условиях и географических зонах.
- военнослужащие горных подразделений вместо единого общевойскового бронежилета 6Б45 и жилета транспортного модульного 6Ш117 обеспечиваются боевым нагрудником защитным 6Б46 (далее — БНЗ). БНЗ предназначен для защиты жизненно важных органов от поражения пулями патронов стрелкового оружия, осколками снарядов (мин, гранат) и холодным оружием и транспортировки предметов экипировки в сложных условиях — горной (включая высокогорье), горно-пустынной, горно-лесистой местности при продолжительности боевых задач не менее трёх суток, в том числе не менее 24 часов при непрерывном ношении.
- комплект оборудован системой управления «Стрелец», в составе которой средства связи, целеуказания, обработки и отображения информации, опознавания, позволяющей передавать на командный пункт информацию о местонахождении солдата;
- коммуникатор, определяющий координаты военнослужащего с помощью ГЛОНАСС и GPS для решения задачи ориентирования на местности и целеуказания и других прикладных расчётов;
- наборы средств энергообеспечения;
- фильтры очистки воды, автономные источники тепла;
- автомат или пулемёт, или снайперская винтовка, оснащённые прицелом ночного видения и тепловизионной системой прицеливания[9];
- видеомодуль для стрельбы из укрытия. Состоит из тепловизионного прицела и нашлемного монитора с системой управления, на который выводится изображение с прицела (разработаны в ОАО ЦНИИ «Циклон», входящий в холдинг «Росэлектроника»)[10];
- несколько видов тепловизионных прицелов — 1ПН139 (крупнокалиберный)[11], 1ПН140 (для нормального наблюдения) и вариант для разведки (без названия). Разработаны в ЦНИИ «Циклон», входящий в холдинг «Росэлектроника»[12];
- тепловизионный прицел «Шахин» — обеспечивает обнаружение, распознавание и ведение прицельного огня по целям в любое время суток в простой и сложной метеорологической обстановке[10];
- дневно-ночной прицельный комплекс (ДНПК) для стрелкового оружия, включающий коллиматорный прицел (КП) — 1П87, ночной монокуляр (НМ) — 1ПН138, зрительную трубку (ЗТ) — 1П90 и лазерный целеуказатель (ЛЦ) — 1К241. ДНПК позволяет существенно повысить эффективность поражения целей из стрелкового оружия, при использовании ночного монокуляра с коллиматорным прицелом или лазерным целеуказателем — вести прицельный огонь в сумерках и в условиях низкой освещённости. Зрительная трубка 3-кратного увеличения также может устанавливаться на оружии в дополнение к прицелу[13]. Большинство приборов ДНПК разработаны и производятся в АО «Завод Юпитер» на Валдае[14][15]
- в систему жизнеобеспечения входят рюкзаки разного типа (рейдовый рюкзак объёмом 60 литров, патрульный ранец объёмом 18 литров), маскировочные комплекты, складная теплоизолирующая прокладка, съёмный утеплитель для использования в зимнее время, вентилируемая футболка, жилет с отсеками для боеприпасов, коврик, плащ, шапочка, подшлемник, противомоскитная сетка;
- палатка, спальный мешок[2][16];
- морозостойкая аккумуляторная батарея для питания электронных устройств. Можно соединить несколько батарей. Модульное зарядное устройство позволяет заряжаться практически от всех источников постоянного и переменного тока. Одна батарея выдерживает 12 — 14 часов активной работы[17];
- активные наушники с баллистической защитой, позволяющие общаться во время боя[18] и предохраняющие органы слуха бойца от воздействия ударной волны выстрелов и взрывов;
- нож «Шмель»[9];
- Нож боевой 6х9 или штык-нож 6х9-1[19];
- (с 2017 года) датчики системы опознавания для боевых машин и солдат на принципе «свой-чужой». Отличить «своего» от «чужого» военнослужащий, снабжённый таким датчиком, сможет, глядя на экран специального устройства, внешне похожего на мобильный телефон. Оно отображает на электронной карте местоположение солдата и расположение дружественных сил в данный момент времени[20].

- Планируется со временем внедрить в «Ратник» экзоскелет[21].

Полный вес комплекта составляет до 22 кг в расширенной комплектации (без боевого запаса и оружия) со штурмовым вариантом бронежилета 6Б43. В базовом варианте вес составляет до 17 кг (без боезапаса и оружия) с базовым вариантом бронежилета 6Б43. Вес шлема — 1,056 кг. В целом обеспечивается защита 90 процентов поверхности тела военнослужащего. Бронежилет имеет несколько разновидностей, от лёгких до тяжёлых со вставными пластинами. Морская разновидность бронежилета обладает также свойствами спасательного жилета, что даёт возможность оставаться с ним на плаву. Модульность позволяет крепить любые карманы на разгрузочный жилет. Зимний вариант отличается только наличием средств теплообеспечения и утепления. Конструкция предполагает непрерывное ношение в течение минимум 48 часов. Передача видеоинформации от прицела в наглазный индикатор осуществляется в беспроводном режиме. Система связи позволит общаться солдату с командованием и сослуживцами на тактическом уровне. Насыщенность электроникой делает солдат единой боевой системой, управляемой новейшими технологиями. При этом информация о местоположении военнослужащего передаётся на командный пункт (КП), что сильно снижает вероятность потери без вести. Связь обеспечивается комплексом разведки, управления и связи «Стрелец», который позволяет обмениваться информацией с помощью голоса или текстовых сообщений, осуществлять целеуказание, вести фото- и видеосъёмку. Телевизионный прицел на автомате даёт изображение в наглазник, что позволяет вести стрельбу и наблюдение из укрытий или от бедра. Для зенитчиков создано автоматическое управление зенитно-ракетными комплексами, с помощью которого командир засекает цели на расстоянии нескольких десятков километров и передаёт координаты в автоматическом режиме солдатам. С одной точки могут получать команды до девяти зенитчиков. Этим будет исчерпана необходимость визуального поиска целей самими зенитчиками. Система позволяет выходить из засады в нужный момент для выстрела и снова прятаться. Также она может использоваться снайперами и гранатомётчиками для наведения огня. Такую систему станет возможным использовать для охраны военных колонн.
В 2018 году Минобороны России сообщило, что для экипировки «Ратник» к 2025 году будет разработан гермошлем с интегрированной системой связи, которая позволит военнослужащим обмениваться различными видами информации и координировать действия в режиме реального времени.
Средний срок использования экипировки — 5 лет. Комплект будет передаваться от одного военнослужащего другому, пока не попадёт под списание. Различные части экипировки имеют свой срок использования. Футболка с клапанами предназначена для одного солдата. Летняя форма одежды рассчитана на двоих. Зимняя форма, шлемы, бронежилеты, стрелковое оружие и ножи рассчитаны на более длительный срок эксплуатации.
Мультикалиберная система индивидуального оружия для «Ратника» не предусмотрена. В процессе подготовки оружейного модуля экипировки модернизировано 28 образцов стрелкового вооружения.

## Ратник-3
У обычного "Ратника" существует модернизация, которая относится к 3 поколению этой экипировки. В Ратник-3 есть крепление для мини-беспилотников, активный экзоскелет, а также датчики которые передают информацию о состоянии военнослужащего. О данной модернизации известно мало. Данную экипировку планируют принять на вооружение к 2025 году.

## На вооружении
За 2014—2015 годы Минобороны получило 71 тысячу комплектов экипировки «Ратник».
В начале 2015 года первые образцы экипировки «Ратник» поступили в Вооружённые силы России, в частности, экипировкой полностью оснащены соединения спецназа Центрального военного округа. В октябре 2015 года морские пехотинцы Тихоокеанского флота получили первые комплекты. В декабре того же года экипировкой были обеспечены и снайперы российской военной базы в Армении.
Ежегодно ВС России получают по 50 тысяч комплектов экипировки «Ратник», но в Минобороны заявили, что, возможно, потребуется закупать больше. Ведутся работы по созданию экипировки следующего поколения, её освоение и серийное производство планируется на 2020—2030-е годы.
На конец 2020 года было поставлено почти 300 тыс. комплектов экипировки «Ратник».

## Изображения
- Боевой нагрудник защитный 6Б46
- Бронежилет 6Б45
- Жилет транспортный модульный 6Ш117
- Жилет транспортный модульный 6Ш117
- Бронешлем 6Б47